# Dýmes
Dýmes är en ort i Cypern.   Den ligger i distriktet Eparchía Lemesoú, i den centrala delen av landet, 40 km sydväst om huvudstaden Nicosia. Dýmes ligger 907 meter över havet och antalet invånare är 171. Den ligger på ön Cypern.
Terrängen runt Dýmes är huvudsakligen kuperad, men västerut är den bergig. Trakten runt Dýmes är ganska glesbefolkad, med 23 invånare per kvadratkilometer. Närmaste större samhälle är Kyperoúnta, 2,4 km norr om Dýmes. 
Medelhavsklimat råder i trakten. Årsmedeltemperaturen i trakten är 19 °C. Den varmaste månaden är juli, då medeltemperaturen är 31 °C, och den kallaste är januari, med 8 °C. Genomsnittlig årsnederbörd är 510 millimeter. Den regnigaste månaden är december, med i genomsnitt 112 mm nederbörd, och den torraste är augusti, med 1 mm nederbörd.